# Jean François De Boever

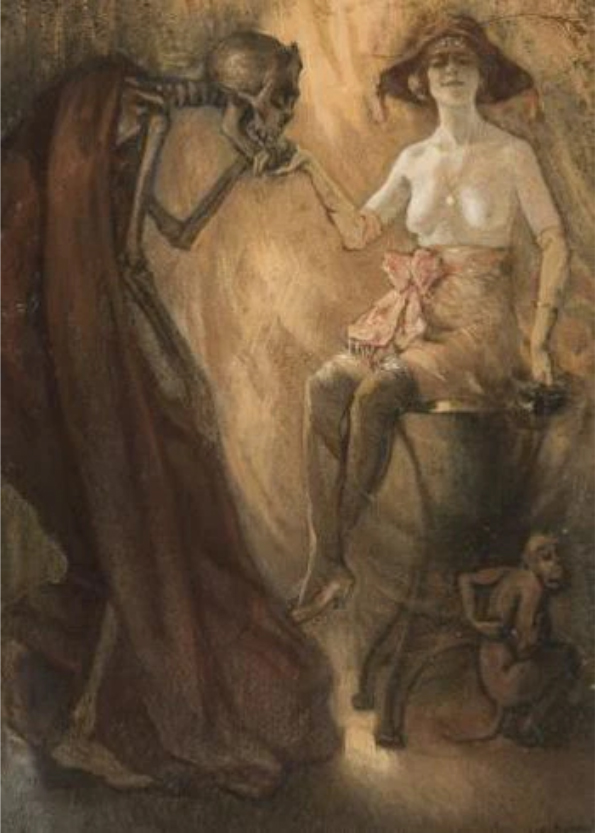
Der Handkuss

Jean  François De Boever (* 8. Juni 1872 in Gent; † 23. Mai 1949 ebenda) war ein belgischer Maler des Symbolismus, Illustrator und Kunstpädagoge.
Er besuchte die Koninklijke Academie voor Schone Kunsten van Gent bei Louis Tytgadt und Jean Delvin, die er 1896 absolvierte.
Inspiriert von den Werken von Felicien Rops und Armand Rassenfosse, war seine Malerei vom Symbolismus der 1900er Jahrhundertwende beeinflusst. Er malte meist Frauenakte, denen er als Memento-mori-Kontrast morsche Skelette beigab. Diese Motive begleiteten ihn sein ganzes Leben lang.
Im Auftrag des reichen Kunstsammlers Léon Speltinckx (1879–1964) begann er 1914 die Gedichtsammlung „Les Fleurs du Mal“ von Charles Baudelaire mit Gouachebildern zu illustrieren. Bis 1924 schuf er etwa 157 Illustrationen, von denen nur 86 erhalten blieben. Sie gelten als das wichtigste Werk De Boevers.
Ab 1897 stellte er in zahlreichen Salons und Ausstellungen sowohl in Brüssel als auch im Ausland aus. Von 1900 bis 1932 arbeitete er als Zeichenlehrer an der Genter Kunstakademie. 1903 war er Gründungsmitglied des künstlerischen und literarischen Kreises von Gent.